# Alfred Tozzer
Alfred Marston Tozzer, né le 4 juillet 1877 à Lynn (Massachusetts) et mort le 5 octobre 1954, est un archéologue, anthropologue, linguiste et professeur d'université américain. Son principal domaine d'intérêt était les Mésoaméricains, en particulier les Mayas.

## Biographie

### Famille
Il était le mari de Margaret Castle et père de la patineuse artistique Joan Tozzer.

## Publications
- The value of ancient Mexican manuscripts in the study of the general development of writing, Washington : Government printing office, 1912
- Chichen Itza and its Cenote of Sacrifice : a comparative study of contemporaneous Maya and Toltec, Cambridge : Peabody Museum, 1957
- Time and american archaeologys, New York : American museum of natural history, 1927
- Some notes on the Maya pronoun, New York, 1906
- Anthropological papers written in honor of Franz Boas, presented to him on the twenty-fifth anniversary of his doctorate, New York : G.E. Stechert & Co., 1906
- A Maya grammar, : with bibliography and appraisement of the works noted, New York : Dover publications, 1977
- Excavation of a site at Santiago Ahuitzotla, D. F. Mexico, Washington : Government Printing Office, 1921
- A comparative study of the Mayas and the Lacandones , New York : AMS Press, 1978
- Avec Glover M. Allen, Animal figures in the Maya codices, Cambridge, Mass. : The Museum, 1910
- Mayas y Lacandones: un estudio comparativo, México : Instituto Nacional Indigenista, 1982
- Leslie C. Dunn (based upon data collected by Alfred M. Tozzer), An anthropometric study of Hawaiians of pure and mixed blood, Cambridge (Mass.) : The Museum, 1928
- A comparative study of the Mayas and the Lacandones, Archaeological Institute of America, New York, N.Y. : MacMillan, 1907
- Teobert Maler (Preliminary study of the ruins of Tikal, Guatemala by Alfred M. Tozzer), Explorations in the department of Peten, Guatemala, Tikal, Millwood, N.Y. : Kraus Reprint, 1976, c1911
- A Maya grammar with bibliography and appraisement of the works noted by Alfred M. Tozzer, Cambridge, Mass. : Published by the Museum, 1921